# КРЕ-16-82 (печера)
КРЕ-16-82 — печера, що розташована в Абхазії, Гудаутському районі, на північному схилі Бзибського хребта. Протяжність 300 м, проективна довжина 160 м, глибина 155 м, площа 600 м², об'єм 9000 м³, висота входу близько 2200 м.

## Складнощі проходження печери
Категорія складності 2Б.

## Опис печери
Шахта-понор, складається з каскаду колодязів 20, 35, 20, 12, 10, 35 м, закладених по паралельних тектонічних тріщинах.
Закладена в верхньюрских масивних вапняках. З глибини −20 м відзначається місцями капання.

## Історія дослідження
Шахту виявлено і досліджено до −150 м спелеологами Сімферополя в 1982 р. Має непройдене продовження.